# Джек Шепард
Доктор Джек Шепард (англ. Dr. Jack Shephard) — вигаданий персонаж і один із головних героїв американського телесеріалу «Загублені» (виробництво ABC). Джек — один з уцілілих в авіакатастрофі, що летіли в середній частині літака «Oceanic 815». З'являється практично у всіх серіях.

## Біографія

### До авіакатастрофи
Джек — син відомого кардіохірурга Крістіана Шепарда і його дружини Марго Шепард. Закінчив Колумбійський університет. Прийнятий у штат лікарні Святого Себастьяна в Лос-Анджелесі.
Одружився зі своєю пацієнткою, Сарі. Їх весілля пройшло 15 серпня, тобто 8 / 15. Ця дата збіглася з двома цифрами таємничих чисел (4, 8, 15, 16, 23, 42), які зробили фатальний вплив на долі всіх героїв серіалу, а також із номером фатального рейсу. Незабаром відносини Сари і Джека дали тріщину. Вони розлучилися.
Батько Джека став алкоголіком. Пішов із сім'ї і переїхав до Австралії. Джек вирушив на його пошуки, в результаті яких дізнався про його смерть. Він повертається в Америку. У літаку займає місце 23 Б (знову збіг з одним із чисел).

### Після авіакатастрофи

#### Сезон 1
Прокинувшись у лісі, Джек побіг на крики з берега і почав надавати допомогу тим, хто уцілів в авіакатастрофі, відтаскуючи їх від руїн палаючого літака. Він повернув до життя Роуз, зробивши їй серцево-легеневу реанімацію, наклав джгут людині, яка втратила ногу, і врятував Клер, коли її ледь не придушив один з уламків. Трохи пізніше відбулося його знайомство з Кейт. Джек попросив її зашити рану на його спині, і ця зустріч стала початком їхньої дружби. Джек виділявся серед уцілілих як лідер. Завдяки його ініціативі було виявлено трансивер у кабіні літака і вирішено спалювати трупи загиблих у фюзеляжі, оскільки запах розкладання залучав кабанів. Також він поєднував обов'язки лідера з роллю доктора. Після невдалої спроби Соєра застрелити смертельно пораненого Едварда Марса, Джеку довелося самому задушити його. Крім того Джек врятував Буна — той поплив рятувати потопаючу жінку, яка вирішила поплавати в океані, і сам ледве не загинув. Витягнувши Буна, Джек поплив за жінкою, але запізнився.
Незабаром після катастрофи Джеку почав з'являтися привид його батька. Видіння було настільки реалістичним, що він почав сумніватися у тому, що це галюцинація. Пізніше він знайшов у джунглях гроб, а тіла батька всередині не виявилося. Неподалік від гробу виявилися печери і джерело прісної води, тому Шепард запропонував товаришам по нещастю переселитися туди. Багато хто, однак, вважали за краще залишитися на пляжі, щоб підтримувати сигнальні вогні і не пропустити прибуття допомоги. У той же період між Джоном і Джеком сталася сварка, яка утім закінчилася примиренням, коли Локк врятував доктора від падіння з обриву. Далі Джек знову ледь не загинув під обвалом у печері. Під керівництвом Майкла доктора почали відкопувати, але звільнив його з завалу Чарлі — оскільки був досить невисоким, щоб пробратися в лаз. Коли Інакші викрали вагітну Клер, а Чарлі повісили на дереві, Джек приклав всі зусилля, щоб врятувати його. Спочатку штучне дихання і масаж серця не допомагали, він не припиняв спроб повернути його до життя, хоча Кейт і була впевнена, що все марно. І Чарлі прокинувся.
Коли Кейт знайшла кейс супроводжувавшого її пристава, вона попросила Шепарда допомогти дістати ключ із могили Едварда Марса. У кейсі виявилась зброя, тому Джек забрав ключ собі, а пістолети сховав. Вперше він дістав їх зі схованки, коли разом з Саїдом і Соєром збирався на зустріч з Ітаном, одним із Інакших. Тоді він організував на Ітана засідку і побив його, відразу після чого на очах у Джека, Чарлі застрелив Ітана. На 40-й день Локк приніс у печери стікаючого кров'ю Буна. Він сказав, що хлопець впав зі скелі, хоча насправді Бун був роздавлений при падінні з дерева разом із літаком. Джек намагався врятувати його життя, перелив Буну власну кров, і врешті-решт вирішив ампутувати його скалічену ногу. В останню секунду Бун прийшов у себе, зупинив Джека і потім помер. Доктор важко переживав смерть Буна і ставив у провину Локка котрий приховав обставини травми юнака, унаслідок чого зробив неправильні способи лікування. Хоча Джон у результаті пояснив, що відбулося, його брехня (у сукупності з тим фактом, що він приховав від усіх виявлення бункера) призвела до того, що Джек перестав йому довіряти. На сорок четвертому дню Джек разом із Кейт, Руссо, Джоном, Герлі і Арцтом вирушив у небезпечну подорож до корабля «Чорна скеля», який невідомо як опинився в джунглях, щоб дістати з трюму динаміт і підірвати кришку люка, що веде в бункер (уцілілим необхідно було сховатися в безпечному місці). На зворотному шляху Джек і Кейт врятували Джона, якого «димовий монстр» ледь не потягнув у підземну пастку.
Також із перших годин на острові почалася його конфронтація з Соєром. Кінець першого сезону закінчується тим, що Джек із Локком підірвують люк до бункера.

#### Сезон 2
Після того, як люк був підірваний, Джек спустився в бункер слідом за Кейт і Джоном, яких захопив Дезмонд. Коли вони побачили один одного, Джек згадав обставини їх давнього знайомства в Лос-Анджелесі на стадіоні і порада Дезмонда не втрачати віри в диво.
Виявлення люка і прихованих всередині нього секретів сприяло загострення напруги між доктором і Локком. Джон, якого вела віра, протистояв Джеку, що спирається на голос розуму, але врешті-решт переконав його, що після втечі Дезмонда необхідно продовжувати вводити код — з тих же чисел 4, 8, 15, 16, 23 і 42 — у комп'ютер підземного бункера. Далі в табір на пляжі прийшли уцілілі при падінні хвоста літака — і в тому числі Ана-Люсія, з якою Шепард познайомився ще в аеропорту. У той же період Джек продовжував боротися з почуттями, які відчував до Кейт. Спочатку він почув від пораненого Соєра, який лежав у гарячці, що той любить Кейт, а потім вона несподівано поцілувала його в джунглях.
Коли Майкл втік у ліс шукати сина, Джек разом із Соєром і Джоном намагався наздогнати й повернути його. Хоча він не дозволив Кейт піти за ними, вона не послухалася і потрапила в полон до Інакших. Щоб визволити її, Джекові і його групі довелося віддати всю зброю, яка була у них при собі. Після цієї події Джек питав у Ани-Люсії, яка раніше працювала в поліції, скільки часу потрібно, щоб створити армію для боротьби з Інакшими. Поступово деякі з врятованих почали оскаржувати чильний статус Шепарда. Джон переніс зброю в кімнату з кодовим замком і назвав код Джеку тільки коли той пригрозив йому не дозволити ввести цифри у комп'ютер бункера.
Незабаром і зброю, і медикаменти за допомогою блискучої афери вкрав Соєр. Коли ліки знадобилися маленькому Аарону і Клер, Джеку довелося відіграти їх у Соєра в покер. На питання Соєра, чому він не став грати на зброю, Джек відповів, що коли йому знадобляться пістолети, він візьме їх.
Коли був спійманий Бен — один з Інакших, у той час відомий під ім'ям Генрі Гейла, — Джек вирішив зустрітися з Інакшими і обміняти Бена на Волта. Він взяв з собою Кейт. У лісі вони попалися в сітку-пастку, але благополучно вибралися і дійшли до кордону території Інакших. Але, скільки Джек не кликав їх, Інакші не виявили свою присутність. Замість них із джунглів вийшов Майкл. Почувши його розповідь про Інакших, Джек зібрався забрати зброю у Соєра. Коли той повідав, що у Ани-Люсії теж є пістолет, Джек разом із Локком і Кейт поспішив у бункер, де Ана-Люсія була разом із Майклом і Беном. Там вони побачили, що Ана-Люсія вбита, Ліббі смертельно поранена, а Бен, який за словами Майкла, і зробив все це, втік. Далі Майкл виклав свій план порятунку Волта і наполіг, щоб разом із ним до Інакших вирушили Джек, Соєр, Кейт і Герлі — і ніхто більше. Саїд не без підстави почав підозрювати, що Майкл у змові з Інакшими, і поділився цією думкою з Джеком. Хоча доктор і погодився виконати вимогу Майкла, вони із Саїдом домовилися, що араб добереться до табору Інакших першим, розвідає обстановку і проінформує про свою присутність за допомогою вогнища. Крім того, на всякий випадок Джек вийняв патрони з пістолета Майкла. На півдорозі вони помітили, що за ними стежать Інакші. Після того, як Соєр застрелив одного з них, Джек звинуватив Майкла в зраді і знайшов у нього листок із їх іменами. Однак було вже пізно. Приспавши групу пострілами снодійного, Інакші на чолі з Беном взяли їх у полон. Вони відпустили тільки Герлі (щоб він передав у табір попередження), а решту відправили на станцію «Гідра».

#### Сезон 3
Відпустивши Майкла і Волта, Інакші розділили решти трьох бранців — Кейт і Соєра посадили в клітки, а Джека замкнули у величезному порожньому акваріумі, що призначався для акул. Там із ним контактувала доктор Джульєт Берк, одна з Інакших. Виявилося, що інакші зібрали на Джека досьє і знають про нього практично все. Далі до Джека прийшов Бен. Він розкрив своє справжнє ім'я та довів, що в Інакших є можливість отримувати інформацію із зовнішнього світу. Так, Бен розповів про події, що сталися після авіакатастрофи — про смерть Крістофера Ріва, переобрання Джорджа Буша і перемогу команди Boston Red Sox. Останню новину Джек сприйняв скептично: і він, і його батько, говорячи про щось непідвладне долі, завжди приводили в приклад невдачі Red Sox. Тоді Бен показав йому запис матчу. («Скляна балерина», 2-га серія 3-го сезону).
Після того, як Джек почув по інтеркому стогони Соєра, а Джульєт увійшла в акваріум у плямах крові на одязі і попросила допомогти, він вирішив, що Інакші катують його товариша, і відповів відмовою. Однак Джульєт повідомила, що допомога потрібна іншому. Шепарда відвели в операційну, де від кульового поранення вмирала Колін Піккет, теж Інакша. Джек не зміг врятувати її, і Колін померла. У медичному блоці Джек помітив на стіні рентгенівські знімки хребта, ураженого пухлиною, і зробив висновок, що його змусять врятувати хворого. Цією людиною виявився Бен. (Кожен сам за себе, 4-та серія 3-го сезону).
Бен зізнався Джеку, що планував поступово завоювати його довіру — щоб той, оперуючи, не бачив у ньому ворога. Потім Джульєт під виглядом фільму «Вбити пересмішника» показала докторові запис, на якому за допомогою табличок із написами просила Джека не довіряти Бену і як би випадково вбити його під час операції. («Ціна життя», 5-та серія 3-го сезону). Джек, тим не менш, навідріз відмовився вирізати пухлину Бена. Тоді Джульєт привела до нього Кейт, і дівчина повідомила, що якщо Джек не підкориться, стратять Соєра. Розлютившись, Джек відіслав її геть. Почувши по інтеркому, що двері відчинені, Джек вийшов з акваріума. Він знайшов кімнату з моніторами стеження і на одному з них побачив Кейт і Сойєра, які лежали в клітці в обіймах один одного. У цей момент підійшов до Джека Бен і, будучи обдарованим психологом, розпалив його почуття, сказавши, що вибір Кейт дивує його не менше. Піддавшись імпульсу, Джек погодився вилікувати Бена в обмін на те, що його відпустять з острова. («Я згодна», 6-та серія 3-го сезону).
Під час операції Шепард зробив надріз на нирковій артерії Бена і попередив, що якщо Інакші не виконають його вказівки, він не стане зашивати рану і через годину їх ватажок помре. Він зажадав, щоб із Кейт зв'язалися по рації, і наказав їй бігти разом із Соєром. Опинившись у безпеці, вона повинна була розповісти Джеку по рації історію, якою він поділився з нею в перший день зустрічі. Джульєт намагалася зловити Джека на блефі (оскільки знала про його гіпервідповідальне ставлення до роботи), а потім зізналася, що їхня база знаходиться на іншому острові, а значить у Кейт і Соєра немає шансів. У відповідь Джек розповів Тому, що Джульєт жадає смерті Бена. У цей час Бен несподівано вийшов із наркозу і попросив залишити їх із Джульєт наодинці. Поговоривши з ним, вона повідала Джеку, що Бен дозволив відпустити втікачів, і пішла на їх пошуки. Повернувшись в операційну, Джек зашив нирку Бена, але ненавмисно зачепив артерію. Поки він гарячково виправляв помилку, Кейт повідомила по рації, що вони благополучно дісталися до човна. Джек наказав їй у жодному разі не повертатися за ним. Видаливши пухлину, він запитав у Джульєт про зміст її розмови з Беном. Вона відповіла, що він пообіцяв відправити її з острова додому. («Не в Портленді», 7-ма серія 3-го сезону). Потім Джека перевели в клітку на відкритому повітрі, а Джульєт замкнули замість нього в акваріумі. Том пояснив, що вона має поплатитися життям за серйозний проступок. Потрапивши на допит до Ізабель («шерифа» Інакших), Шепард сказав, що навмисно обмовив Джульєт, бажаючи внести розлад у їх ряди і врятувати своїх друзів. Ізабель не повірила йому, і Джек, відмовившись продовжувати розмову, наполіг, щоб його відвели назад у клітку. Ранком на нього прийшли подивитися ті, кого викрали Інакші після авіакатастрофи — і в тому числі стюардеса Сінді, яка в польоті давала йому спиртне. Далі до клітки пробралася дочка Бена по імені Алекс і, розбивши камеру стеження, запитала, навіщо він врятував її батька. Дізнавшись від дівчини, що Джульєт допомогла його друзям поплисти, застреливши їх переслідувача, він домігся зустрічі з Беном і пообіцяв продовжити лікування в обмін на життя Джульєт. Бен передав Ізабель записку, і Джульєт відбулася клеймом на спині. Потім Інакші разом із Джеком повернулися в своє поселення на головному острові.
Через шість днів Саїд, Джон, Кейт і Руссо розшукали їх табір. Здалеку вони спостерігали, як Джек цілком мирно грає в футбол із Томом, і здивувалися такій зміні в його поведінці. Вночі Кейт пробралася в будинок, де поселили Джека, і доктор зізнався, що Інакші погодилися відпустити його з острова. Проте Локк підірвав підводний човен, і виїхати з острова йому не вдалося. («Людина з Таллахассі», 13-та серія 3-го сезону). Більше того, Інакші кинули його з Саїдом, Кейт і Джульєт, перейшовши в інший табір. Вони відправилися в табір уцілілих на березі. Вже до того моменту стало зрозуміло, що Джек і Джульєт люблять один одного, але відносини між Кейт і Шепардом не охололи. На пляжі Джеку довелося захищати від усіх Джульєт. Коли уцілівші дізналися, що Інакші хочуть напасти на їхній табір, він зробив план, як протистояти їм і вибратися з острова, оскільки до того часу на острові вже висадилася рятувальниця — Наомі Дорріт, сказавши про корабель, що стоїть поруч з островом. Він організував засідку на Інакших, а сам повів уцілілих до радіовежі, щоб відправити повідомлення на корабель. Сталося лише 2 вибухи з 3 на пляжі і це викликало якісь заворушення в масах. Тоді Соєр виявив бажання повернутися на пляж, щоб подивитися, що саме сталося, і безповоротно відмовився прийняти допомогу Кейт, але погодився взяти з собою Джульєт. Коли Джек і Джульєт прощаються, вона перший раз його цілує, причому на очах у Кейт. Принижена даною ситуацією, вона надалі розмовляє з Джеком, який вперше зізнається їй у коханні. Близько радіовежі він бере в полон Бенджаміна Лайнуса, який намагався переконати його, що люди з корабля хочуть вбити всіх на острові. Але Джек не повірив Бену, побив його і взяв у полон. Пізніше він зв'язався з радистом корабля Мінковським, попросив допомоги і допоміг запеленгувати координати острова. («У Задзеркаллі», 22-га серія 3-го сезону).

#### Сезон 4
Джек і Джон знову розійшлися в думці, на цей раз щодо рятувальників. Джон вважав, що з ними потрібно не контактувати, а Джек вірив, що вони врятують їх з острова. Уцілівші розділилися на два табори: табір Джона і табір Джека, і розійшлися. Джек відвів своїх людей назад на берег. Коли на острові висадилися рятувальники, до нього приєдналися Деніел Фарадей, Майлз і Френк Лапідус. Однак Шарлотта Льюїс опинилася в полоні у Джона. Пізніше Саїд обміняв Майлза на Шарлоту. Коли Лапідус полетів на вертольоті на корабель разом із тілом померлої Наомі, Саїдом і Дезмондом, Джек разом з іншим його табором стали чекати порятунку. Однак він затягувався, а з корабля доходили незрозумілі і дивні чутки, і Джек почав розуміти, що рятувальники прилетіли не зовсім для того, щоб їх рятувати. А незабаром він виявив тіло доктора Рея з корабля в морі з перерізаним горлом. Більш того у Джека почалося запалення апендициту, і його насилу вирізала Джульєт за допомогою Кейт і Бернарда. Після цього з пролетівшого повз вертольота уцілілим скинули рацію, і Джек вирушив за рятувальниками по ній.

### Поза острова
Джек спасеться з острова і увійде до складу уцілілих Шістки Oceanic. Він зустрінеться зі своєю мамою, Марго Шепард, символічно поховає свого батька, дізнається, що його сестра Клер, а Аарон племінник. Він повернеться на роботу в клініку Святого Себастьяна. Йому періодично будуть приходити бачення його батька. Джек буде відвідувати Герлі в психіатричній лікарні. Він буде свідчити за Кейт на її суді, а пізніше буде жити з нею і Аароном і запропонує їй вийти за нього заміж. («Все хороше, що чекає нас вдома», 10-та серія 4-го сезону)

### Повернення на острів
Після повернення на острів Джек виявляється в джунглях. Як і в першому епізоді він чує крики і біжить на них. Джек допомагає прийти в себе Кейт і Герлі, потім їх втрьох знаходить Джин. Він дзвонить Соєру і той під'їжджає до них. Герої зустрічаються через 3 роки, в 1977 році. Соєр влаштовує його прибиральником. Через два дні, коли Саїд підстрелив 12-річного Бена, Джек відмовився його рятувати, вирішивши змінити майбутнє. Але саме цим він спровокував приєднання Бена до Інакших. А на наступний день на острів повертається Фарадей. Він каже, що є шанс не допустити падіння Oceanic 815. Єдиним можливим способом він вважає підрив водневої бомби, привезеної військовими в 1954 році. Джек погоджується, а після того, як Елоїз застрелила Фарадея, вирішує сам виконати цю задачу. За допомогою Елоїз і Річарда він разом із Саїдом бере бомбу і йде через селище Дарми до «Лебедя». Їх помітив Роджер Лайнус і вони ледь не загинули. Втікаючи з селища на фургоні разом із Джином, Майлзом і Герлі, вони попрямували до «Лебедя». Кейт, Соєр і Джульєтт встали у них на шляху. Розмова з Соєром закінчився бійкою. Соєр неминуче завадив би Джеку, але Джульєтт вирішила, що бомбу треба підірвати. Саїд налаштував бомбу на підрив від удару і Джек пішов на будмайданчик. Соєр, Кейт, Джульєтт і Майлз допомогли йому прорватися до шахти. І Джек скинув бомбу вниз. Коли стався викид електромагнітної енергії його майже відразу вибило. Прийшовши в себе, Джек допоміг Кейт відтягнути Соєра від шахти і в цей момент стався вибух.
У 6-му сезоні Джек спочатку був стороннім спостерігачем, обтяжився виною у смерті Джульєт. Але побувавши на маяку і поговоривши з Річардом при палаючому гніті динамітної шашки, він поступово зрозумів, що він повинен щось зробити. Потім у таборі Лже-Локка він вирішив залишитися на острові. Вже сидячи на яхті, він сказав про це Соєру. А потім стрибнув у воду. З допомогою Саїда звільнив всіх із кліток на острові Гідри і в кінцевому рахунку виявився з усіма на підводному човні, перед цим зіштовхнувши Лже-Локка у воду. Виявивши бомбу, намагався зупинити Соєра, щоб той не висмикнув дроти, але безуспішно. Після порятунку з підводного човна разом із Кейт, Герлі і Соєром пішов шукати Дезмонда. По дорозі вони зустріли Джейкоба, який дав їм останні настанови і зник. А Джек став новим зберігачем острова, після того як Джейкоб висвятив його на цю посаду. За допомогою Дезмонда Димовий Монстр став смертним і Джек за допомогою Кейт вбив його в бійці на кручі з драбинами. Кейт зізналася йому, що любить його і, після поцілунку, попрощався з нею і Соєром. Потім він заповів Герлі зберігання острова і сам виправив все в серці острова. Через втрату крові Джек помер у бамбуковому гаю, де прокинувся в самій першій серії. Вже лежачи на землі він побачив, як його друзі полетіли з острова на літаку Аджира 316.

## Татуювання
Татуювання були у Метью Фокса задовго до початку зйомок серіалу. Спочатку творці хотіли сховати їх за допомогою гриму, але потім вирішили вписати їх у сюжет.
Як сказав Фокс в інтерв'ю, що для нього це татуювання є наслідком важливого досвіду і він вважає, що це класна ідея дати історію татуювання Джека. Подібно до того, як для Метью Фокса татуювання являє важливою подією у житті, письменники застосували такий же підхід і до Джека.
За сюжетом татуювання означає «Він ходить серед нас, але він не один із нас».
За словами доцента Ксіпін Чжу Північно-східного університету татуювання Джека складається з чотирьох китайських ієрогліфів, що позначають: кит.: 鷹擊長空; 鹰 — «орел»; 击 — «удар», «атака»; 长 — «довгий»; 空 — «простір» або «небо», що являють собою рядок із поеми Мао Цзедуна «Чанша» (1925).

## Критика
Роль Джека Шеппарда принесла Метью Фоксу багато позитивних відгуків серед телекритиків. BuddyTV оцінив провідну роль Метью Фокса в епізоді «У Задзеркаллі» як гідне «Еммі». Журналіст The San Diego Union-Tribune Карла Петерсон високо оцінила роботу Фокса в серії «Домашні радості». Кевін Томпсон із The Palm Beach Post висловив думку, що «Меттью зробив гарну роботу, показуючи широкий спектр емоцій — страху, розчарувань, ревнощів», кажучи про ті ж епізоди.

## Нагороди і номінації
Метью Фокс виграв у 2004 році премію «Супутник» у номінації «найкраща чоловіча роль у телевізійному серіалі — драма». У 2006 році Він був номінований на «Золотий глобус» за кращу чоловічу роль у телевізійному серіалі — драма і на нагороду Асоціації телевізійних критиків за особисті досягнення у драмі. Актор також виграв за виконання ролі Джека Шепарда дві нагороди премії «Сатурн» у номінації «найкращий телеактор» в 2006 році та в 2008 році. У 2010 році Фокс отримав номінацію на премію «Еммі» в категорії «Найкращий актор у драматичному серіалі».